# Ikon

Cedr v libanonské vlajce je ikonem, neboť se podobá skutečnému cedru.

Ikon je druh znaku, kde vztah mezi znakem a zastupovanou skutečností je dán vnější podobností, objektivní shodou. Může jím být např. piktogram, značka, zvukomalba, nápěv mluvy (L. Janáček)
Ikon se často prolíná se symbolem (např. bílá holubice na obraze – ikon konkrétního ptáka, ale též symbol Ducha svatého, míru, čistoty).
Ikony lze rozdělit na:
- obrazy – zobrazení se podobá zobrazovanému;
- diagramy – vztahy v rámci zobrazení se podobají vztahům v rámci zobrazeného, např. v jazyce viditelné na stupňování adjektiv – s růstem vlastnosti roste délka slova.